# إبادة الغجر الروم

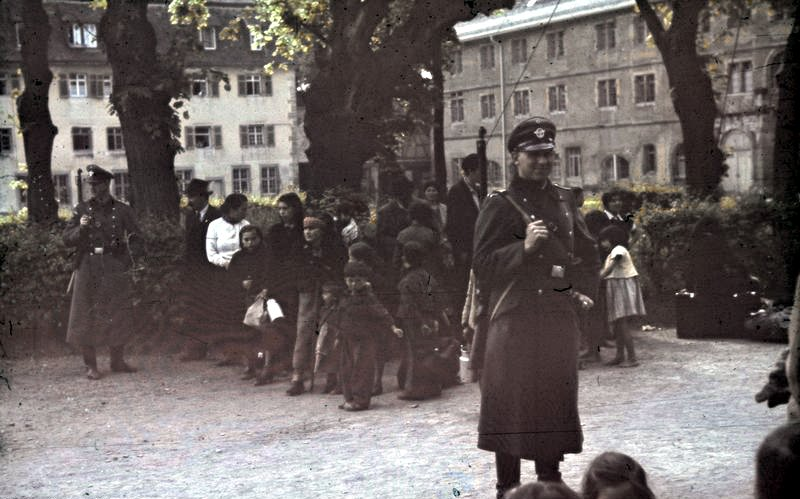
تجميع الغجر في ألمانيا لنقلهم إلى معسكرات الاعتقال

بالرومانية Porajmos هي ابادة وتصفية عرقية تعرض لها الغجر في أوروبا أثناء الحرب العالمية الثانية.في الفترة الممتدة من سنة 1933 حتى سنة 1945 في بولندا ورومانيا وألمانيا وفرنسا وتجاوز عدد القتلى 200 الف حسب احصاءات رسمية.
تسمى الإبادة الجماعية لشعب الروما أو محرقة الرومن بالبورايموس بمعنى الافتراس، وتسمى أيضًا بالفرايموس بمعنى التهشيم أو الإهلاك، أو الساموداريبن بمعنى القتل الجماعي. صدر تحت حكم أدولف هتلر مرسوم تكميلي لقوانين نورمبرغ في 26 تشرين الثاني/نوفمبر 1935، صُنِّف فيه الروما أو الغجر على أنهم أعداءً للدولة القائمة على العرق، وبذلك وضعوهم في نفس فئة اليهود. وهكذا، تشابه مصير الروما في أوروبا بطريقة ما مع مصير اليهود في المحرقة اليهودية.
يُقدِّر المؤرخون أنّ الألمان والمتعاونين معهم قد قتلوا ما بين 220000 و500000 شخص غجري، أي ما بين 25٪ وحتى أكثر من 50٪ من أصل نحو مليون غجري في أوروبا آنذاك، ويقول إيان هانكوك بأنّ عدد القتلى قد يصل حتى 1.5 مليون شخص. أقرّت ألمانيا الغربية في عام 1982 رسميًا بارتكاب ألمانيا جريمة إبادة جماعية ضد الرومن، وتبنّت بولندا رسميًا عام 2011 يوم 2 آب/أغسطس لإحياء ذكرى الإبادة الجماعية للرومن.

## الأسباب
شكك هتلر في ولاء الغجر وقام بتصنيفهم كجنس دخيل على ألمانيا ورأى فيهم خطرا على البلاد فأمر أجهزته القمعية بقتلهم وابادتهم

## الاعتراف بالإبادة

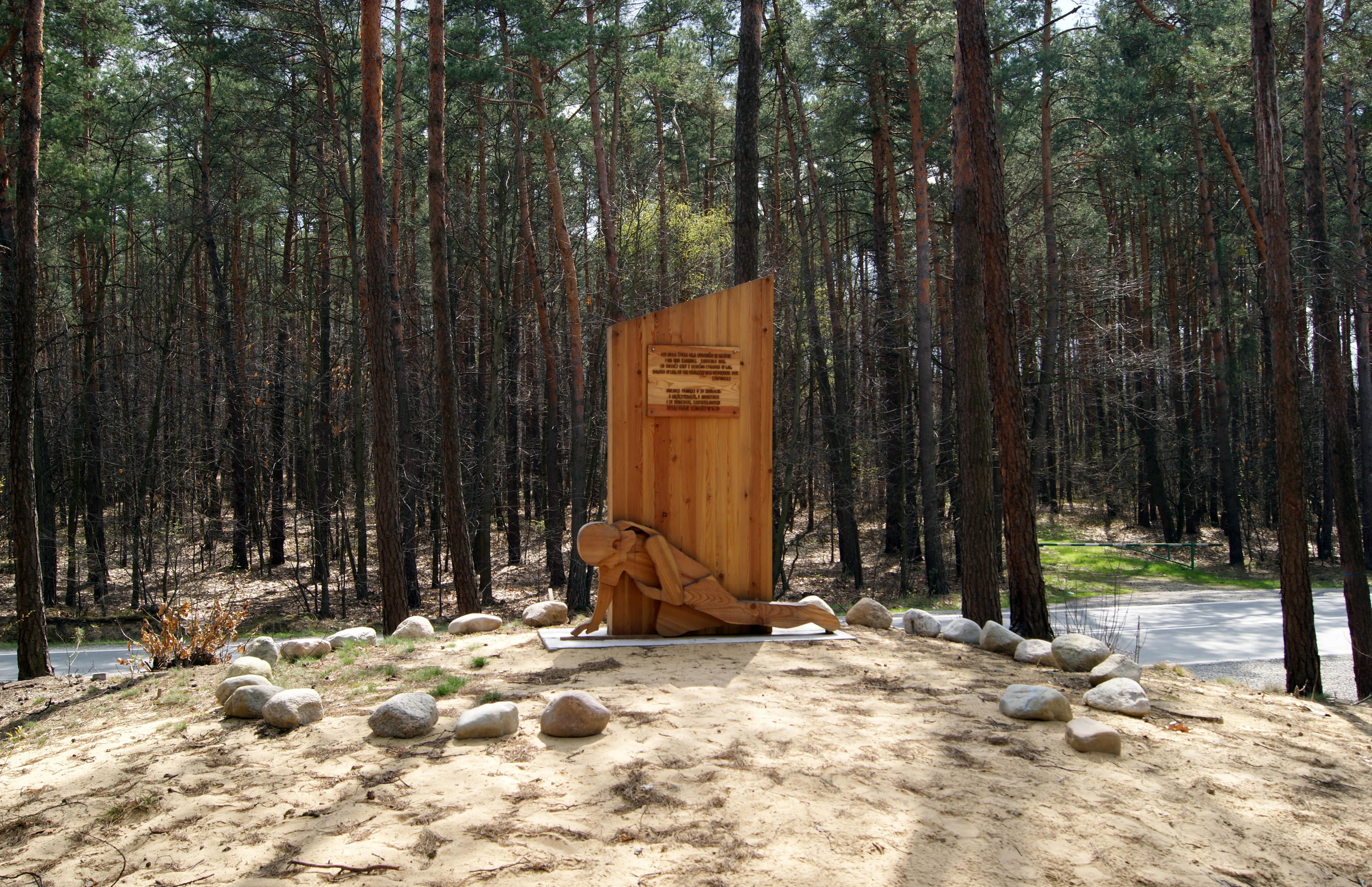
نصب تذكاري يخلد ضحايا مجازر الغجر في بولندا

اعترف البرلمان الأوروبي في 2 فبراير 2011 بأن المجازر المرتكبة بحق الغجر الروم ترقى إلى ابادة جماعية وتطهير عرقي وخلص القانون إلى إعادة الاعتبار إليها تاريخيا ودراستها في المعاهد.

## التاريخ

### نشوء العنصرية العلمية
أدّى ظهور العنصرية العلمية والداروينية الاجتماعية التي تربط الاختلافات الاجتماعية بالاختلافات العرقية في أواخر القرن التاسع عشر، إلى تزويد الرأي العام الألماني بمبرراتٍ للتعصب ضد اليهود والغجر. فخلال هذه الفترة اسُتخدِم مفهوم العرق بشكل منهجي لغرض تفسير الظواهر الاجتماعية. أيّدَت هذه المقاربة الاعتقاد بأنّ الأعراق ليست عبارة عن تنوّع في الجنس البشري الواحد، وإنّما تُمَثِّل اختلافاتٍ ممتدة لأصول بيولوجية مختلفة، وبذلك أُنشِئ تراتب عرقي يُزعَم بأنّه مدعوم من الناحية العلمية، الأمر الذي حدد مجموعات معينة من الأقليات على أنها «أخرى» بالاعتماد على علم الأحياء.
بالإضافة إلى العلم الزائف العنصري، كانت نهاية القرن التاسع عشر في ألمانيا فترة تحديث وتطوير مسيطر عليها من قبل الدولة. حيث غيّر التطور الصناعي العديد من جوانب المجتمع، وأبرزها كان تحوّل المعايير الاجتماعية المتعلقة بالعمل والحياة. هذا عنى إنكار أسلوب الحياة التقليدي للغجر كصُنَّاع وحرفيين. ويشير يانوس بارسوني إلى ذلك بقوله: «أدّى التطور الصناعي لإنقاص قيمة خدماتهم كحرفيين، مما قاد إلى انحلال مجتمعاتهم المحلية وإلى تهميشهم اجتماعيًا».

### الاضطهاد في ظل الإمبراطورية الألمانية وجمهورية فايمار
أدّى العلم الزائف العنصري والتحديث إلى ممارسات مناهضة للغجر نفذّها كل من الإمبراطورية الألمانية وجمهورية فايمار، ففي عام 1899، أنشأت القيادة العامة للشرطة الإمبراطورية في ميونيخ خدمات معلومات حول الغجر باستخدام شرطة الأمن، وكان الغرض من ذلك الاحتفاظ بسجلاتهم (بطاقات الهوية، وبصمات الأصابع، والصور الفوتوغرافية، وما إلى ذلك)، ومراقبتهم على نحوٍ دائم، إضافةً إلى ذلك، مُنِع الرومن في جمهورية فايمار من الدخول إلى حمامات السباحة والحدائق العامة ومناطق الترفيه الأخرى، كما جرى تصويرهم في جميع أنحاء ألمانيا وأوروبا على أنهم مجرمون وجواسيس.
طُبِّق قانون يهدف لمكافحة الغجر والمشردين والمتقاعسين عن العمل في بافاريا عام 1926، ليصبح فيما بعد قاعدة وطنية عامة بحلول عام 1929. يدعو القانون جميع الجماعات التي تدعى بالغجر إلى تجنّب القدوم إلى المنطقة، أمّا بالنسبة لأولئك الذين يعيشون مسبقًا هناك فإنهم «سيبقون تحت السيطرة بحيث لن يكن هناك ما يدعو للخوف فيما يخص الأمان في البلاد»، فقد كانوا ممنوعين من التجوال أو التخييم سويةً، ومن لم يثبت حصوله على عمل منتظم سيخاطر بإرساله إلى العمل القسري لمدة تصل حتى سنتين، ويشير هربت هويس إلى أنّ «قانونه البافاري أصبح نموذجًا للولايات الألمانية الأخرى، وللدول المجاورة أيضًا».
ركّزت السياسات المناهضة للرومن على مطالبتهم بالتخلي عن حياة الترحال التي يعيشونها، وعلى الاستقرار ضمن مجتمعات محددة يُعزَلون بها بهدف منع الجريمة، وبغية تسهيل عمليات المراقبة التي تديرها الدولة.
استهدفت السياسة العامة الغجر على أساس عرقي صريح بشكل متزايد في أعقاب إقرار هذا القانون، وفي عام 1927، أصدرت بروسيا قانونًا يُلزِم جميع الرومن بحمل بطاقات هوية؛ خضع نحو ثمانية آلاف غجري لأخذ البصمات والتصوير.
أصبح التركيز عليهم أكثر وضوحًا بعد سنتين، فقد اقترحت ولاية هيسن الألمانية في عام 1929 «قانون مكافحة خطر الغجر»، ليُفتَتح في نفس العام مركز مكافحة الغجر في ألمانيا؛ فرضت هذه الهيئة قيودًا على السفر لغجر الروما غير المسجلين، وسمحت بالاعتقال والاحتجاز التعسفي للغجر كوسيلة لمنع الجريمة.

### فقدان المواطنة
أُصدِرَت قوانين نورمبرغ العرقية في 15 أيلول/سبتمبر 1935، إذ منع «قانون حماية الدم والشرف الألماني» الزواج والجماع خارج نطاق الزواج بين اليهود والألمان، وجرّد «قانون مواطنة الرايخ» اليهود من جنسيتهم الألمانية. وسّعت ألمانيا في 26 تشرين الثاني/نوفمبر 1935 قوانين نورمبرغ لتشمل الرومن أيضًا. كذلك فقد الرومن واليهود حقّهم في التصويت في 7 آذار/مارس 1936.

## العدد التقديري للضحايا
تشير التقديرات المتواجدة في دليل كولومبيا للهولوكوست إلى أنّ أعداد الضحايا تراوحت بين حدٍّ كليٍّ أدنىً يُقَدَّر بنحو 130565 شخص، وحدٍّ كليٍّ أعلىً يُقَدَّر بنحو 285650 شخص، وذلك من أصل تعداد يُقَدَّر بنحو 947500 شخص.
تتراوح تقديرات أخرى بين 200000 و500000 من أصل مليون شخص من الروما في أوروبا، مع اقتراح آخرين أعدادًا أكبر من ذلك بكثير. قُتِل وفقًا لإيان هانكوك جميع الرومن تقريبًا في كرواتيا وإستونيا وليتوانيا ولوكسمبورغ وهولندا، ويُقدّر رودولف روميل أعداد وفيات الرومن بنحو 258000 شخص في أوروبا، نحو36000 شخص في رومانيا تحت سيطرة يون أنتونيسكو، ونحو شخص27000 في كرواتيا التي تسيطر عليها الأوستاشا.
ذكر إيان هانكوك في عمله المنشور عام 2010، بأنه يتفق مع الرأي القائل بأن عدد الغجر الذين قُتلوا قد قُلِّلَت أهميته بسبب جمعه مع أعداد قتلى آخرين في السجلات النازية تحت عناوين مثل «البقية المراد تصفيتها» و«المعلقون» و«المقاومون». كذلك أشار إيان إلى أدلة حديثة من معسكر اعتقال ليتي الذي كان غامضًا في السابق في الجمهورية التشيكية وتقديرات آكوفيتش المنقحة، اللذان يقولان بأن عدد ضحايا الرومن على يد الأوستاشا وصل 80000 - 100000. تشير هذه الأرقام إلى أن التقديرات السابقة كانت ناقصة بشكل كبير، ويُقَدِّر زبغنيو بريجينسكي وفيات الرومن جراء الأعمال النازية بنحو 800000 شخص.